# District de Karatu

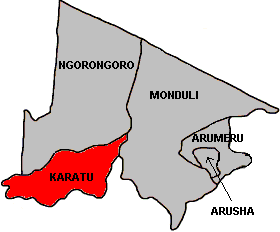
District de Karatu dans la région d'Arusha

Le district de Karatu est l'un des cinq districts de la région d'Arusha en Tanzanie. Il est bordé au nord par le district de Ngorongoro, par la région de Shinyanga à l'est, par le district de Monduli à l'est et la région de Manyara au sud et au sud-est.
Selon le recensement national de 2002, la population du district est de 178 434 habitants.

## Subdivisions
Le district de Karatu est découpés en 13 Subdivisions :
- Baray
- Buger
- Daa
- Endabash
- Endamarariek
- Kansay
- Karatu
- Mang'ola
- Mbulumbuli
- Oldeani
- Qurus
- Rhotia